# Jan Kok
Johan Adolf Frederik „Jan“ Kok (* 9. Juli 1889 in Surabaya; † 2. Dezember 1958 in Zeist) war ein niederländischer Fußballspieler. Er bestritt ein Länderspiel für die niederländische Fußballnationalmannschaft bei den Olympischen Sommerspielen 1908 im Spiel um den 3. Platz gegen Schweden.